# (25966) Akhilmathew
(25966) Akhilmathew est un astéroïde de la ceinture principale.

## Description
(25966) Akhilmathew est un astéroïde de la ceinture principale. Il fut découvert le 19 mars 2001 à Socorro (Nouveau-Mexique) par le projet LINEAR. Il présente une orbite caractérisée par un demi-grand axe de 2,53 UA, une excentricité de 0,05 et une inclinaison de 5,4° par rapport à l'écliptique.

## Compléments